# No More Cloudy Days
"No More Cloudy Days" é uma música escrita por Glenn Frey, gravada pela banda Eagles.
É o primeiro single do álbum Long Road Out of Eden.

## Paradas
Singles
| Ano  | Single                | Posição    | Posição | Posição      | Posição |
| Ano  | Single                | US Country | US      | US Main Rock | US AC   |
| ---- | --------------------- | ---------- | ------- | ------------ | ------- |
| 2006 | "No More Cloudy Days" | —          | —       | —            | 3       |